# Graphostromataceae
Graphostromataceae is een familie van schimmels uit de orde Xylariales.
In 2018 onthulden fylogenetische analyses met meerdere genen dat Graphostromataceae dicht bij de families Barrmaeliaceae en Xylariaceae stond (Daranagama et al. 2018, Voglmayr et al. 2018, Wendt et al. 2018). Vervolgens werd Theissenia op basis van fylogenie en morfologie uitgesloten van de familie en geaccepteerd in Hypoxylaceae (Wendt et al. 2018). 
Vijf geaccepteerde geslachten kunnen deel uitmaken van de familie Graphostromataceae:
1. Biscogniauxia (voorheen van de familie Xylariaceae)
2. Camillea (voorheen van de familie Xylariaceae)
3. Graphostroma
4. Obolarina (voorheen van de familie Xylariaceae)
5. Vivantia (voorheen van de familie Xylariaceae)

Species Fungorum is in lijn met bovenstaande zienswijze.